# Șubkiv
Șubkiv (în ucraineană Шубків) este localitatea de reședință a comunei Șubkiv din raionul Rivne, regiunea Rivne, Ucraina.

## Demografie
Componența lingvistică a localității Șubkiv
     Ucraineană (97%)
     Rusă (2,49%)
     Alte limbi (0,17%)
Conform recensământului din 2001, majoritatea populației localității Șubkiv era vorbitoare de ucraineană (97%), existând în minoritate și vorbitori de rusă (2,49%).